# Œuvre graphique de Luc Tuymans
Si Luc Tuymans développe son œuvre graphique depuis 1989 celle-ci n’a été exposée que deux fois, au Gemeentemuseum Den Haag à La Haye aux Pays-Bas en 2013 et au Centre de la gravure et de l’image imprimée à la Louvière en Belgique en 2015.

## L’œuvre
Tuymans prolonge sa méthode de travail par la pratique de l’art graphique, qui reste entièrement vouée aux mêmes aspirations que sa peinture. Ces deux pratiques dialoguent entièrement l’une avec l’autre. Certains tableaux étant antérieures à l’œuvre imprimée qu’ils inspirent, l’inverse se produit également quand une impression sert de point de départ et se prolonge en une peinture.
Comme pour ses tableaux il base son œuvre graphique sur des images-sources. Des photographies, issues de procédés divers (polaroïd, capture d’écran, photo au téléphone portable), qui constituent une banque d’archives documentaires plus tard retravaillée. Les différentes étapes qui mènent de l’image-source à l’œuvre graphique finale permettent à l’artiste de décider des couleurs et de la composition, elles-mêmes dépendantes de la technique d’impression utilisée. C’est par le biais de ces multiples évolutions de la photographie originale que Tuymans, en s’en éloignant, atteint le sens qu’il souhaite donner à l’œuvre imprimée définitive. 
Au contraire de sa manière de peindre qui est définie comme pressée par son intensité, la technicité inhérente à l’impression, de par ses multiples étapes nécessaires, induit un rapport différent dans le processus créatif de l’artiste. « Je réalise généralement mes peintures en une seule journée, le travail d’impression exige un processus d’expérimentation nettement plus long avec une analyse d’image complètement différente ».
La solitude de la pratique de la peinture se confronte dans l’œuvre graphique au travail en équipe, avec des imprimeurs et des éditeurs. Roger Vandaele son imprimeur anversois témoigne de leur collaboration : « Je ne travaille pas en reproduisant mais en analysant la façon dont l’image a été peinte afin de retransmettre le processus de la peinture dans l’impression ».
Les spécialités techniques des différents maîtres-imprimeurs avec lesquels il collabore sont autant de variété de médiums graphiques pour son œuvre : Peter Kneubühler, imprimeur suisse pour les eaux-fortes, Roger Vandaele à Anvers spécialisé en sérigraphie, Rasmus Uswald d’Éditions Copenhagen, lithographe et expert dans les techniques d’impression du XVIIIe siècle. Le tirage définitif de l’œuvre graphique est volontairement confié à la seule main de l’imprimeur.
Le caractère multiple d’une œuvre imprimée permet aussi à Tuymans de la diffuser à des fins de soutien, social, politique ou autre.

## Œuvre imprimé[4]
1989
- Untitled, livre d’artiste, 150 exemplaires

1990
- De transformatie van de berg, impression jet d’encre sur papier, 100 exemplaires
- Recherches, sérigraphies montées sur carton gris, 100 exemplaires

1992
- Zayin, livre d’artiste, 70 exemplaires
- Lamproom, sérigraphie en deux couleurs sur papier, 30 exemplaires
- Kristallnacht, photocopie couleur, 50 exemplaires

1994
- Firewood, sérigraphie en 8 couleurs sur papier, 65 exemplaires
- Die Zeit, sérigraphie sur papier, 65 exemplaires

1995
- Wiedergutmachung, sérigraphie sur papier, 150 exemplaires
- The Conversation (Het gesprek), sérigraphie sur papier, 150 exemplaires
- Le Verdict, 11 lithographies en couleurs imprimées sur 7 bandes de papier peint, 8 exemplaires
- Portrait, lithographie sur papier, 143 exemplaires
- Superstition, lithographie sur papier, 143 exemplaires
- Tracing, lithographie sur papier, 145 exemplaires
- Pillows, lithographie sur papier, 145 exemplaires
- Premonition, lithographie sur papier, 145 exemplaires
- Peter, lithographie sur papier, 143 exemplaires
- Lamp, lithographie sur papier, 143 exemplaires
- The Green Room, lithographie sur papier, 143 exemplaires
- The Temple, 8 aquatintes sur papier, 35 exemplaires

1997
- Prague.Refribell.Harbours.Waterloo.Nautilus, 18 épreuves gélatino-argentiques, 10 exemplaires

1999
- Untitled, sérigraphie en 6 couleurs, 100 exemplaires

2000
- Silence (1990), chemise en coton cousue à la main, 25 exemplaires
- Silence (1990), sérigraphie sur chemise en coton, 30 exemplaires

2001
- Untitled (Triptych), impression offset sur papier, 100 exemplaires
- Untitled (The Rumour), sérigraphie en 7 couleurs sur papier, 15 exemplaires
- Het versluierd beeld, sérigraphie sur papier, 60 exemplaires

2002
- Altar, collage 3D d’estampes digitales derrière plexiglas sablé, 50 exemplaires

2003
- The Rumour, série de 7 lithographies en couleurs, montées sur 4 panneaux de bois derrière plexiglas peint, avec pigeonnier, 18 exemplaires
- Niks, sérigraphie sur papier, 30 exemplaires
- Drum Set (Serie I), monotype coloré sur papier, 2 exemplaires
- Drum Set (Serie II), monotype coloré sur papier, 11 exemplaires
- Premonition (Serie I), monotype coloré sur papier, 2 exemplaires
- Premonition (Serie II), monotype coloré sur papier, 6 exemplaires
- Slide I-II-III, série de 3 monotypes colorés sur papier, 2 exemplaires
- Untitled (Woman), monotype coloré sur papier, 5 exemplaires
- Sunset, monotype coloré sur papier, 4 exemplaires

2004
- Gene, lithographie originale en couleurs, 100 exemplaires
- Angel, lithographie originale en couleurs, 100 exemplaires
- Giscard, lithographie originale en couleurs, 100 exemplaires
- Untitled (Pharmacy), sérigraphie sur papier, 100 exemplaires

2005
- Untitled (Superstition), sérigraphie en 5 couleurs sur papier, 100 exemplaires
- The Worshipper, sérigraphie en 8 couleurs sur papier, 100 exemplaires
- Shore, sérigraphie en 5 couleurs sur papier, 80 exemplaires
- Egypt (2003), sérigraphie sur papier, 150 exemplaires
- Illusion and Reality, étui de luxe avec Tiles, 50 exemplaires
- Tiles, sérigraphie sur papier, 50 exemplaires
- Illusion and Reality, impression offset sur papier, 200 exemplaires

2006
- Slide, laque à pulvérisation thermique sur verre de sécurité, 15 exemplaires

2007
- Ballroom Dancing, sérigraphie sur papier, 110 exemplaires
- The Spiritual Exercises, portfolio avec 7 lithographies originales en couleurs, 50 exemplaires
- Suspended, sérigraphie sur papier, 100 exemplaires
- Untitled (Ende), polaroïds, édition de 43 œuvres uniques

2008
- Zelfportret (1982), sérigraphie en 14 couleurs sur papier, 60 exemplaires
- Crazy Horses, vinyle 45 tours dans une pochette avec impression offset, 500 exemplaires
- Wenn der Frühling kommt, portfolio de 17 estampes pigmentaires digitales sur papier 50 exemplaires
- ANTWERP-TAX, sérigraphie en 3 couleurs sur papier, 60 exemplaires
- Transitions A-B-C-D, portfolio, série de trois sérigraphies sur PVC, 80 exemplaires

2009
- Harbour-Refribell, Leporello en 8 parties avec estampes pigmentaires digitales, 75 exemplaires
- Absence is the Highest Form of Presence, 9 dias et caisson lumineux, 5 exemplaires

2010
- Dead Skull, étui avec sérigraphie et livre d’artiste, 60 exemplaires
- Dead Skull, sérigraphie en 11 couleurs sur papier, 60 exemplaires
- Dead Skull, livre d’artiste, 60 exemplaires

2011
- Heart, sérigraphie sur toile, 100 exemplaires
- 4 PM, sérigraphie en 12 couleurs sur papier, 60 exemplaires
- Xphone, technique mixte sur papier, 50 exemplaires

2012
- Plates, portfolio avec une série de 5 lithographies originales en couleurs, 50 exemplaires
- Fenêtres, portfolio, 50 exemplaires
- Fenêtre, sérigraphie en 12 couleurs sur papier, 50 exemplaires
- Fenêtres, série de 7 estampes pigmentaires digitales sur papier, 50 exemplaires
- Allo!, portfolio, série de 3 sérigraphies en 9 couleurs sur papier, 50 exemplaires
- The Valley, sérigraphie en 7 couleurs sur papier, 75 exemplaires

2013
- Orchid, sérigraphie en 10 couleurs sur papier, 80 exemplaires

2014
- Pigeon Eyes, portfolio, série de 3 sérigraphies en 8 couleurs sur papier, 10 exemplaires
- Surrender, portfolio, série de 3 sérigraphies en 3 couleurs sur papier, 100 exemplaires